# Rüdnitz
Rüdnitz is een gemeente in de Duitse deelstaat Brandenburg, en maakt deel uit van het Landkreis Barnim.
Rüdnitz telt 2.032 inwoners.